# Confédération des forces monarchiques
La confédération des forces monarchiques (en espagnol : Confederación de Fuerzas Monárquicas) fut un regroupement de monarchistes espagnols formé dans les années 1940 pour s’opposer au régime franquiste. Elle rassemblait divers courants monarchistes, principalement autour de la figure de Juan de Bourbon, prétendant au trône d’Espagne, et visait à restaurer la monarchie face à la dictature du général Francisco Franco.

## Origines et formation
Après la guerre civile espagnole, plusieurs groupes monarchistes, dont les partisans de la branche légitime des Bourbons, se sont organisés pour réclamer le retour à la monarchie constitutionnelle. Selon l’historien espagnol Javier Moreno Luzón, « la Confédération chercha à unir les monarchistes juanistes, les traditionalistes et les catholiques modérés dans une opposition commune à Franco, mais sans remettre en cause l’ordre social conservateur ».

## Activités et positionnement politique
La Confédération tenta d’ouvrir un dialogue avec Franco pour préparer une transition monarchique. En 1946, elle publia les « Bases d’Estoril », un manifeste qui affirmait la volonté de restaurer la monarchie tout en maintenant une ligne politique conservatrice et catholique. Toutefois, la Confédération refusa toute alliance avec les républicains, considérés comme des adversaires politiques, et privilégia une stratégie d’attente et de préparation à une éventuelle restauration monarchique.

## Limites et échec
Malgré son opposition au franquisme, la Confédération souffrit de divisions internes et de son isolement politique. Comme le souligne l’historien espagnol Santos Juliá, « la fragmentation des monarchistes et leur refus de s’allier avec d’autres forces d’opposition limitèrent leur capacité à peser sur l’avenir politique du pays ». En 1947, Franco proclama le caractère monarchique de l’État espagnol, mais sans rétablir la monarchie effective, se maintenant lui-même comme chef de l’État et « régent » d’un royaume sans roi. La Confédération des forces monarchiques ne parvint donc pas à s’imposer comme une alternative crédible au régime.